# Erchim FC
Erchim (tiếng Mông Cổ: Эрчим) là một câu lạc bộ bóng đá đến từ Ulaanbaatar, Mông Cổ, đang thi đấu ở Giải bóng đá ngoại hạng Mông Cổ, và vô địch 10 lần, kể từ năm đầu tiên 1996. Đội bóng thi đấu sân khách ở Sân vận động thể thao quốc gia (Mông Cổ). Họ chơi các trận sân nhà trên sân vận động tuy nhỏ nhưng tráng lệ trước khu nhà máy điện số 4. Liên đoàn bóng đá Mông Cổ được quyền tham gia Cúp Chủ tịch AFC 2012, và được chấp thuận bởi AFC vào tháng 11 năm 2011, và có màn ra mắt giải đấu. Với tư cách đội vô địch Siêu cúp 2012, Erchim được tham gia giải. Erchim một lần nữa vô địch giải quốc gia năm 2015 khi trình diễn một lối chơi có tổ chức và tập luyện tốt. Năm 2017, lần đầu tiên câu lạc bộ thi đấu ở Cúp AFC, trở thành câu lạc bộ Mông Cổ đầu tiên làm việc này.
Trong khi các câu lạc bộ ở Ulaanbaatar khác dùng chung Trung tâm bóng đá MFF làm sân nhà, thì Erchim có sân vận động riêng của họ.

## Kết quả cấp quốc gia
Tính đến trận đấu diễn ra ngày 10 tháng 9 năm 2016
| Mùa giải | Giải đấu | Giải đấu | Giải đấu | Giải đấu | Giải đấu | Giải đấu | Giải đấu | Giải đấu | Giải đấu | Cúp quốc gia | Vua phá lưới  | Vua phá lưới | Huấn luyện viên |
| Mùa giải | Hạng     | Vị thứ   | St.      | T        | H        | B        | BT       | BB       | Đ        | Cúp quốc gia | Cầu thủ       | Giải         | Huấn luyện viên |
| -------- | -------- | -------- | -------- | -------- | -------- | -------- | -------- | -------- | -------- | ------------ | ------------- | ------------ | --------------- |
| 2011     | thứ 1    | thứ 5    | 14       | 6        | 3        | 5        | 23       | 20       | 21       | -            |               |              |                 |
| 2012     | thứ 1    | thứ 1    | 12       | 8        | 3        | 1        | 35       | 11       | 27       | -            |               |              |                 |
| 2013     | thứ 1    | thứ 1    | 12       | 8        | 2        | 2        | 31       | 11       | 26       | -            |               |              |                 |
| 2014     | thứ 1    | thứ 2    | 12       | 8        | 4        | 0        | 34       | 10       | 28       | -            |               |              |                 |
| 2015     | thứ 1    | thứ 1    | 16       | 12       | 1        | 3        | 62       | 15       | 37       | -            | Batbilguun G. | 12           |                 |
| 2016     | thứ 1    | thứ 1    | 18       | 17       | 0        | 1        | 70       | 12       | 51       | Vòng Một     |               |              | Battulga Zorigt |
| 2017     | thứ 1    | thứ 1    | 18       | 13       | 3        | 2        | 47       | 15       | 42       |              |               |              |                 |

## Kết quả cấp châu lục
| Mùa giải | Giải đấu         | Vòng               | Câu lạc bộ            | Sân nhà | Sân khách | Vị thứ |
| -------- | ---------------- | ------------------ | --------------------- | ------- | --------- | ------ |
| 2012     | Cúp Chủ tịch AFC | Vòng bảng          | KRL                   | 0–0     | thứ 3     |        |
| 2012     | Cúp Chủ tịch AFC | Vòng bảng          | Taipower FC           | 0–1     | thứ 3     |        |
| 2013     | Cúp Chủ tịch AFC | Vòng bảng          | Taipower FC           | 0–0     | thứ 2     |        |
| 2013     | Cúp Chủ tịch AFC | Vòng bảng          | Three Star Club       | 0–2     | thứ 2     |        |
| 2013     | Cúp Chủ tịch AFC | Vòng bảng          | Abahani Limited Dhaka | 1–0     | thứ 2     |        |
| 2013     | Cúp Chủ tịch AFC | Vòng đấu loại      | Three Star Club       | 1–1     | thứ 2     |        |
| 2013     | Cúp Chủ tịch AFC | Vòng đấu loại      | Balkan                | 0–4     | thứ 2     |        |
| 2014     | Cúp Chủ tịch AFC | Vòng bảng          | Svay Rieng            | 3–1     | thứ 2     |        |
| 2014     | Cúp Chủ tịch AFC | Vòng bảng          | MMC                   | 0–0     | thứ 2     |        |
| 2014     | Cúp Chủ tịch AFC | Vòng đấu loại      | Sheikh Russel         | 0–1     | thứ 3     |        |
| 2014     | Cúp Chủ tịch AFC | Vòng đấu loại      | Rimyongsu             | 0–5     | thứ 3     |        |
| 2017     | Cúp AFC          | Vòng loại          | Nagaworld FC          | 1–0     | thứ 2     |        |
| 2017     | Cúp AFC          | Vòng loại          | Three Star Club       | 0–2     | thứ 2     |        |
| 2017     | Cúp AFC          | Vòng bảng          | April 25              | 0–5     | 0–6       | thứ 3  |
| 2017     | Cúp AFC          | Vòng bảng          | Kigwancha             | 0–3     | 0–7       | thứ 3  |
| 2018     | Cúp AFC          | Vòng loại play-off | Hwaebul               |         |           |        |

## Xếp hạng câu lạc bộ AFC
Tính đến 4 tháng 12 năm 2017.
| Thứ hạng hiện tại | Đội bóng         |
| ----------------- | ---------------- |
| 147               | Balkan FK        |
| 148               | FK Khujand       |
| 149               | Erchim FC        |
| 150               | Shabab Al-Khalil |
| 161               | Hilal Al-Quds    |

## Danh hiệu
- Giải bóng đá ngoại hạng Mông Cổ: (12)[2]
  - Vô địch: 1996, 1998, 2000, 2002, 2007, 2008, 2012, 2013, 2015, 2016, 2017, 2018
  - Á quân: 1997, 1999, 2009, 2014, 2019
- Cúp bóng đá Mông Cổ: (8)[1]
  - Vô địch: 1996, 1997, 1998, 1999, 2000, 2011, 2012, 2015
  - Á quân: 2001, 2002, 2014
- Siêu cúp bóng đá Mông Cổ: (6)[8]
  - Vô địch: 2011, 2012, 2013, 2014, 2016, 2017

## Players

### Current squad
Tính đến 21 February 2019
Ghi chú: Quốc kỳ chỉ đội tuyển quốc gia được xác định rõ trong điều lệ tư cách FIFA. Các cầu thủ có thể giữ hơn một quốc tịch ngoài FIFA.
| Số | VT | Quốc gia | Cầu thủ                     |
| -- | -- | -------- | --------------------------- |
| 1  | TM | Mông Cổ  | Batsaikhany Ariunbold       |
| 3  | HV | Mông Cổ  | Temuujin Volodya            |
| 4  | TV | Serbia   | Milos Perisic               |
| 5  | HV | Mông Cổ  | Mönkhbaatar Tersaikhan      |
| 6  | TV | Mông Cổ  | Anar Batchuluun             |
| 7  | TĐ | Mông Cổ  | Enkhtur Tsagaantsooj        |
| 8  | HV | Mông Cổ  | Enkhjargal Tserenjav        |
| 10 | TV | Mông Cổ  | Mönkh-Erdengiin Tögöldör    |
| 11 | TV | Mông Cổ  | Batbilguun Ganbaatar        |
| 13 | TV | Mông Cổ  | Ankhbayar Gantumur          |
| 14 | TV | Mông Cổ  | Chinbaatar Enkhbayar        |
| 15 | TĐ | Mông Cổ  | Gal-Erdenegiin Soyol-Erdene |
| 16 | TV | Mông Cổ  | Sundorj Javchiv             |

| Số | VT | Quốc gia   | Cầu thủ                                  |
| -- | -- | ---------- | ---------------------------------------- |
| 17 | TV | Nhật Bản   | Natsuki Maru                             |
| 18 | TV | Nhật Bản   | Shuta Ishino                             |
| 19 | TĐ | Mông Cổ    | Munkhbayasakh Tugsmandakh                |
| 20 | HV | Mông Cổ    | Bilguun Ganbold                          |
| 22 | TM | Mông Cổ    | Turbold Tulga                            |
| 23 | TM | Mông Cổ    | Delgerdalai Gantumur                     |
| 24 | HV | Mông Cổ    | Dulguun Tumurbaatar                      |
| 27 | HV | Mông Cổ    | Tögöldur Galt                            |
| —  | HV | Mông Cổ    | Davaajav Battur                          |
| 29 | TĐ | Serbia     | Nikola Djuricic                          |
| 99 | TĐ | Uzbekistan | Nursultan Andakulov (on loan at FC AGMK) |
| —  | TV | Nhật Bản   | Tsubasa Mitani                           |